# Josef Tošovský
Josef Tošovský, né le 28 septembre 1950 à Náchod, est un homme d'affaires et homme d'État tchèque .

## Biographie
Après des études à la VŠE (Institut d'économie de Prague) qu'il achève en 1973, il intègre la SBČS, la Banque d’État tchécoslovaque, où il devient à partir de 1985 conseiller du président. Il préside à partir de 1988 la Živnostenská banka (en).
Après la Révolution de Velours et la partition de la Tchécoslovaquie, il devient en 1993 gouverneur de la banque nationale tchèque. À partir de 2000, il dirige l'Institut pour la stabilité financière (en), filiale de la Banque des règlements internationaux. En août 2007, sa candidature est présentée à la présidence du Fonds monétaire international (FMI) par la Russie, contre Dominique Strauss-Kahn. La Russie explique avoir voulu ainsi remettre en question la règle tacite disant que le président du FMI est toujours un Européen. Josef Tošovský est accusé par les médias tchèques d'avoir accepté cette candidature, qui a peu de chance de réussir, pour simplement étoffer son CV.
Il siège aux conseils d'administration de plusieurs établissements financiers et est considéré comme l'un des meilleurs spécialistes de la finance dans les anciens pays de l'Est.
Son rôle actif au sein du StB — la police secrète du régime communiste chargée de la répression et de l'élimination des dissidents — ne semble pas avoir nui à sa carrière, notamment en Suisse. Cette information était officiellement rejetée par l'ÚZSI (en).

## Carrière politique
Josef Tošovský adhère au Parti communiste tchécoslovaque (KSČ) en 1976. Outre des perspectives de carrière, cette adhésion lui permettra d'effectuer des séjours à l'étranger (Grande-Bretagne 1977, 1984, France 1980), où il œuvre (information révélée en 2007) pour le StB.

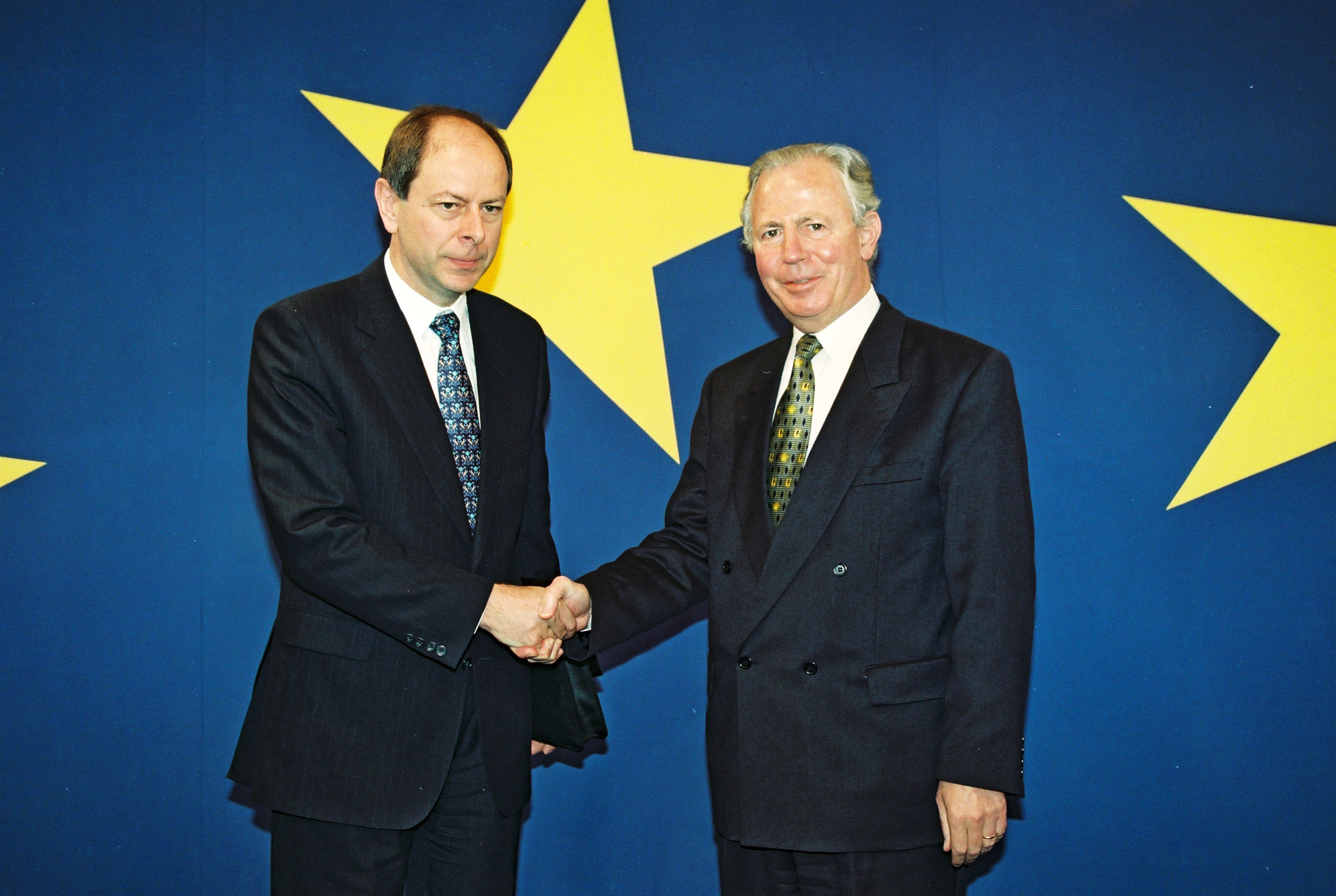
Josef Tošovský lors d'une visite d'État à Bruxelles le 28 avril 1998, avec Jacques Santer, président de la Commission européenne.

À la suite du scandale ayant entraîné la chute du gouvernement de Václav Klaus, il est nommé président du gouvernement le 2 janvier 1998. Il dirige alors un gouvernement apolitique, constitué d'experts. Il occupe cette fonction jusqu'au 22 juillet 1998.
Josef Tošovský réapparaît à la une des journaux tchèques en février 2007, lorsque son passé d'agent secret très actif au sein du StB sera révélé. Il n'est cependant pas traduit en justice.

## Note et référence
1. ↑  Libération, 23 août 2007.